# Krugłoje Pole (wieś)
Krugłoje Pole (ros. Круглое Поле) – wieś (dieriewnia) w Rosji, w Tatarstanie, w rejonie tukajewskim. W 2010 liczyła 26 mieszkańców.